# Liste der Kreisstraßen im Landkreis Prignitz
Die Liste der Kreisstraßen im Landkreis Prignitz ist eine Auflistung der Kreisstraßen im brandenburgischen Landkreis Prignitz.

## Abkürzungen
- K: Kreisstraße
- L: Landesstraße

## Liste
Die Kreisstraßen behalten die ihnen zugewiesene Nummer nicht bei einem Wechsel in einen anderen Landkreis oder in eine kreisfreie Stadt. Nicht vorhandene bzw. nicht nachgewiesene Kreisstraßen werden in Kursivdruck gekennzeichnet, ebenso Straßen und Straßenabschnitte, die unabhängig vom Grund (Herabstufung zu einer Gemeindestraße oder Höherstufung) keine Kreisstraßen mehr sind.
Der Straßenverlauf wird in der Regel von Nord nach Süd und von West nach Ost angegeben.
| Nr.    | Verlauf |
| ------ | --- |
| K 7001 | L 143 – Görike – K 7004 – K 7003 – Barenthin – K 7002 – Kreisgrenze – (K 6819 im Landkreis Ostprignitz-Ruppin) |
| K 7002 | K 7001 in Barenthin – Kreisgrenze – (K 6820 im Landkreis Ostprignitz-Ruppin)                                   |
| K 7003 | in Glöwen – Netzow – Bendelin – Zichtow – K 7001                                                               |
| K 7004 | L 143 in Klein Leppin – Söllenthin – K 7001 in Görike                                                          |
| K 7005 | L 11 in Klein Lüben – Bälow – Rühstädt – Gnevsdorf – Abbendorf – Legde – L 10 – Roddan – K 7006 –              |
| K 7006 | L 7005 – L 10                                                                                                  |
| K 7007 | L 10 – Haaren – in Kletzke                                                                                     |
| K 7008 | L 11 – L 10 |
| K 7009 | – Dannenwalde – in Gumtow                                                                                      |
| K 7010 | in Garz – Lindenberg – Krams – in Kunow                                                                        |
| K 7011 | L 14 in Kehrberg – in Schönebeck                                                                               |
| K 7012 | in Kemnitz – Bölzke – Boddin –                                                                                 |
| K 7013 | Pritzwalk – Giesensdorf – Kuhsdorf – K 7014 – Bullendorf – in Mesendorf                                        |
| K 7014 | L 103 in Groß Pankow – K 7013 in Kuhsdorf                                                                      |
| K 7015 | L 101 in Groß Gottschow – Kleinow –                                                                            |
| K 7016 | – K 7017 – Klein Gottschow – Simonshagen – L 103 in Guhlsdorf                                                  |
| K 7017 | in Kreuzburg – K 7016                                                                                          |
| K 7018 | L 102 in Tacken – Wolfshagen – L 103 – Dannhof – in Retzin                                                     |
| K 7019 | in Falkenhagen – L 154 – Sadenbeck – Neu Krüssow – K 7052 – Alt Krüssow – L 154 in Beveringen                  |
| K 7020 | L 14 – Schmolde – Penzlin –                                                                                    |
| K 7021 | L 14 in Krempendorf – L 13 in Frehne                                                                           |
| K 7022 | L 13 – Silmersdorf – K 7023 – Mertensdorf – L 111 in Triglitz                                                  |
| K 7023 | L 111 in Putlitz – K 7022 in Mertensdorf                                                                       |
| K 7024 | L 14 in Jännersdorf – Porep – Nettelbeck – L 13                                                                |
| K 7025 | L 13 – Gülitz – K 7028 – Lockstädt – L 102 – K 7026 – Laaske – L 111                                           |
| K 7026 | K 7025 in Lockstädt – Helle – Neudorf – K 7027 – Groß Langerwisch – Schönhagen – L 111                         |
| K 7027 | L 111 in Steffenshagen – Groß Langerwisch – K 7026 – in Kuhbier                                                |
| K 7028 | K 7025 in Gülitz – Wüsten-Vahrnow – L 103 – Baek – Steinberg – L 10 in Guhlow                                  |
| K 7029 | in Premslin – Neu Premslin – in Quitzow                                                                        |
| K 7031 | L 10 in Perleberg – Weisen – L 11 in Breese                                                                    |
| K 7034 | in Cumlosen – Motrich – Bentwisch – Lindenberg – in Wittenberge                                                |
| K 7035 | in Lenzen – Gandow – Wustrow – L 121 in Lanz bei Lenzen                                                        |
| K 7036 | L 122 in Mankmuß – Birkholz                                                                                    |
| K 7037 | L 131 in Stavenow – L 122                                                                                      |
| K 7038 | L 131 in Dallmin – Strehlen – K 7040 – L 13 – Blüthen – K 7039 – Schönfeld –                                   |
| K 7039 | – Karstädt – Waterloo – K 7038 in Blüthen                                                                      |
| K 7040 | L 131 in Postlin – K 7038 in Strehlen                                                                          |
| K 7041 | L 10 in Berge bei Perleberg – Pirow – K 7042 – Burow – L 13                                                    |
| K 7042 | L 10 in Bresch – K 7041 in Pirow                                                                               |
| K 7043 | L 10 in Grenzheim – Muggerkuhl – Neu Sagast – L 104                                                            |
| K 7044 | L 131 in Dallmin – Karwe – K 7046 – Neuhausen – K 7045 – L 10 in Berge bei Perleberg                           |
| K 7045 | L 131 in Dallmin – Kribbe – Neuhof – K 7045 in Neuhausen                                                       |
| K 7046 | (LUP 57 im Landkreis Ludwigslust-Parchim, Mecklenburg-Vorpommern) – Landesgrenze – K 7044                      |
| K 7047 | in Garlin – K 7048 – L 13 in Dargardt                                                                          |
| K 7048 | L 134 in Pinnow – Sargleben – K 7047 in Garlin                                                                 |
| K 7049 | (LUP 52 im Landkreis Ludwigslust-Parchim, Mecklenburg-Vorpommern) – Landesgrenze – L 13 in Rambow              |
| K 7050 | (Mecklenburg-Vorpommern) – Landesgrenze – L 134 in Pröttlin                                                    |
| K 7051 | in Buchholz bei Pritzwalk – Groß Woltersdorf Nordost                                                           |
| K 7053 | bei Groß Pankow – Kuhbier –                                                                                    |